# Liste der Bodendenkmäler in Pirk
Auf dieser Seite sind die Bodendenkmäler in der Oberpfälzer Gemeinde Pirk zusammengestellt. Diese Tabelle ist eine Teilliste der Liste der Bodendenkmäler in Bayern. Grundlage ist die Bayerische Denkmalliste, die auf Basis des Bayerischen Denkmalschutzgesetzes vom 1. Oktober 1973 erstmals erstellt wurde und seither durch das Bayerische Landesamt für Denkmalpflege geführt wird. Die folgenden Angaben ersetzen nicht die rechtsverbindliche Auskunft der Denkmalschutzbehörde.

## Bodendenkmäler der Gemeinde Pirk

### Engleshof
| Lage                 | Objekt                                  | Akten-Nr.     | Bild |
| -------------------- | --------------------------------------- | ------------- | ---- |
| Engleshof (Standort) | Verebneter mittelalterlicher Turmhügel. | D-3-6339-0010 |      |

### Enzenrieth
| Lage                  | Objekt | Akten-Nr.     | Bild |
| --------------------- | --- | ------------- | ---- |
| Enzenrieth (Standort) | Mittelalterlicher Burgstall mit dem ehemalige Schloss Enzenrieth. | D-3-6339-0001 |      |
| Enzenrieth (Standort) | Archäologische Befunde des Mittelalters und der frühen Neuzeit im Bereich der Katholischen Kirche St. Georg in Enzenrieth, darunter die Spuren von Vorgängerbauten bzw. älterer Bauphasen. | D-3-6339-0088 |      |

### Pirk
| Lage            | Objekt | Akten-Nr.     | Bild |
| --------------- | --- | ------------- | ---- |
| Pirk (Standort) | Archäologische Befunde des Mittelalters und der frühen Neuzeit im Bereich des ehemaligen Landsassengutes bzw. Schlosses Pirk, darunter die Spuren von Vorgängerbauten bzw. älterer Bauphasen. | D-3-6338-0039 |      |
| Pirk (Standort) | Siedlung und Bestattungsplatz der Frühlatènezeit mit Grabhügeln. | D-3-6338-0072 |      |
| Pirk (Standort) | Siedlung der Hallstattzeit. | D-3-6338-0073 |      |
| Pirk (Standort) | Vorgeschichtliche Siedlung. | D-3-6338-0074 |      |
| Pirk (Standort) | Mittelalterlicher Turmhügel. | D-3-6339-0011 |      |
| Pirk (Standort) | Archäologische Befunde des Mittelalters und der frühen Neuzeit im Bereich der Katholischen Kirche Mariä Heimsuchung in Pirk, darunter die Spuren von Vorgängerbauten bzw. älterer Bauphasen.  | D-3-6339-0040 |      |
| Pirk (Standort) | Mittelalterliche Hofwüstung. | D-3-6339-0041 |      |